# Chefe da Administração Civil

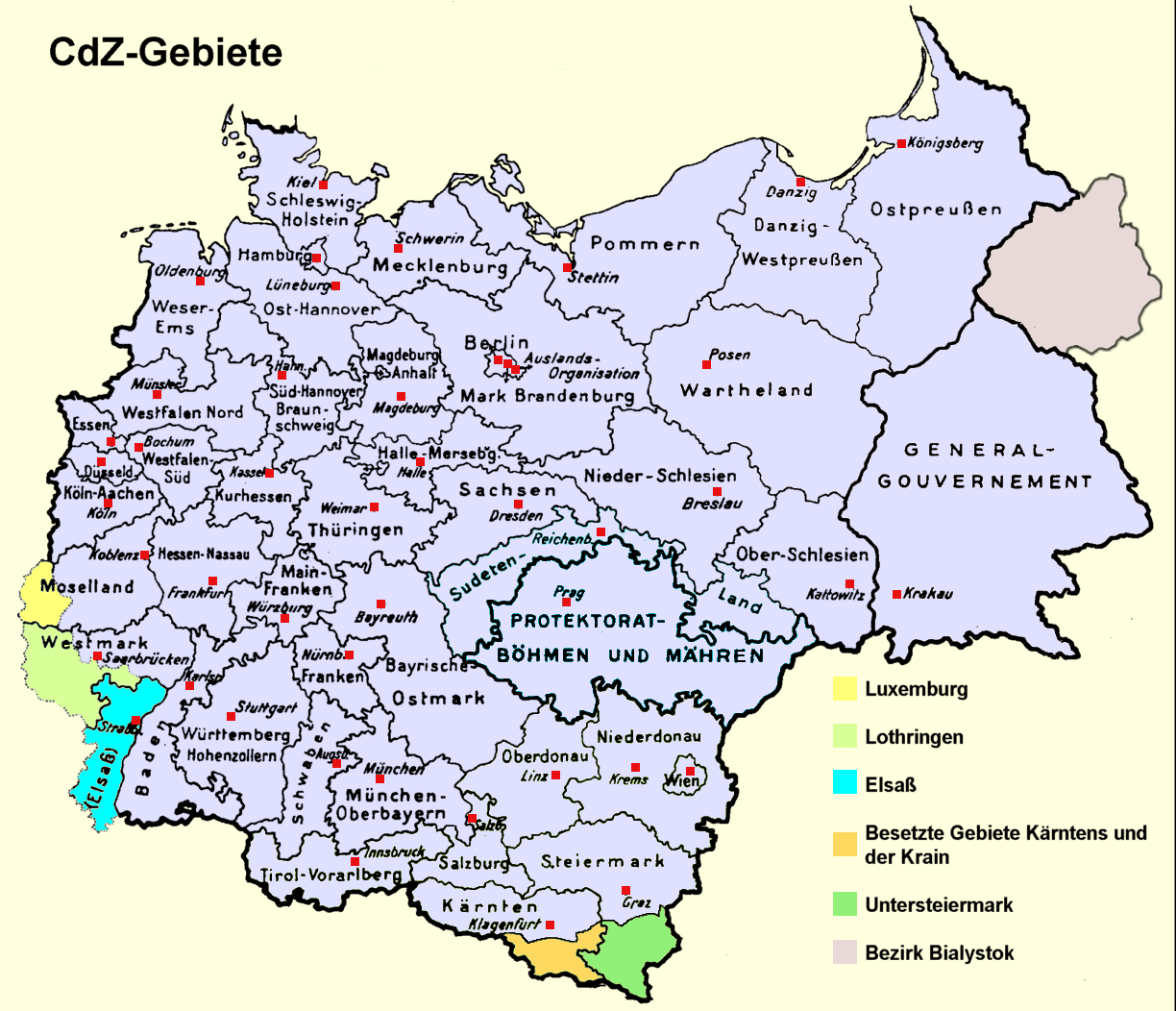
O Terceiro Reich em 1941, com áreas CdZ marcadas em cores

Chefe da Administração Civil (em alemão:  Chef der Zivilverwaltung, CdZ) foi um escritório operacional introduzido na Alemanha Nazista durante a Segunda Guerra Mundial. Sua tarefa era administrar questões civis de acordo com a lei de ocupação, tendo como objetivo principal o apoio ao comando militar nas áreas operacionais do Exército Alemão. O CdZ passaria a sua autoridade a um governo civil correspondente depois que o território em questão se tornasse na retaguarda das forças armadas em operação.

## Responsabilidade
De acordo com a lei alemã, todos os poderes executivos nas áreas de implantação passaram para as forças armadas da Wehrmacht. Sobrecarregado e incapaz de construir uma administração civil, o Oberkommando des Heeres confiou voluntariamente essas tarefas ao CdZ. Na qualidade de governador do Reichsstatthalter, o cargo estava sob a autoridade do Ministério do Interior do Reich, mas operacionalmente o CdZ estava sob o comando do comandante-chefe do Exército Alemão e, em última análise, de Adolf Hitler como comandante supremo. Hitler geralmente interferia nas políticas internas dos territórios ocupados, dando poderes irrestritos aos Sicherheitsdienst e aos esquadrões SS sob o comando de Heinrich Himmler.

## Administrações
Várias divisões administrativas sob a autoridade de um Chefe da Administração Civil foram oficialmente designadas como CdZ-Gebiete (Áreas CdZ, Chefe dos Territórios da Administração Civil):  
- Várias organizações CdZ foram estabelecidas após a ocupação dos territórios dos Sudetos da Checoslováquia a partir de 1 de outubro de 1938. No entanto, estas instituições revelaram-se um fracasso e foram rapidamente substituídas pelo governo de Konrad Henlein, que foi nomeado Reichskommissar em 21 de outubro. Além disso, o CdZ oficiou durante a invasão alemã até a nomeação de Konstantin von Neurath como Protetor do Reich da Boêmia e Morávia em 16 de março de 1939.
- Após a Invasão da Polônia em 1939, o Gauleiter nazista Albert Forster de Danzig foi nomeado por Hitler para atuar como oficial do CdZ em 8 de setembro no território que se tornaria formalmente o Reichsgau da Prússia Ocidental em 26 de outubro.
- Da mesma forma, o ex-presidente do Senado de Danzig, Arthur Greiser, atuou como CdZ na fase preliminar do estabelecimento do Reichsgau Posen, de 8 de setembro até o Reichsgau ser formalmente estabelecido em 21 de outubro de 1939.
- Também a partir de 6 de setembro de 1939, o SS-Brigadeführer Heinz Jost foi nomeado CdZ da região ocupada de Zichenau, que foi formalmente anexada à Província da Prússia Oriental em 26 de outubro.

Após a Batalha da França, a partir de 1940, oficiais do CdZ foram nomeados nos territórios ocupados ocidentais que (ainda) não foram oficialmente anexados pelo Terceiro Reich:
- Elsass: Reichsstatthalter Robert Heinrich Wagner, Gauleiter nazista de Baden
- Lothringen (Lorena): Reichskommissar Josef Bürckel, Gauleiter de Saarpfalz (Westmark)
- Luxemburgo: Gustav Simon, Gauleiter de Koblenz-Trier (Mosellândia)

Mais CdZ assumiu o cargo na Campanha dos Balcãs de 1941:
- Territórios iugoslavos ocupados da Caríntia e Carniola: Reichsstatthalter Friedrich Rainer, Gauleiter da Caríntia
- Território ocupado da Baixa Estíria: Reichsstatthalter Siegfried Uiberreither, Gauleiter da Estíria

Após o início da Operação Barbarossa em junho de 1941, um CdZ-Gebiet Bialystok sob o comando de Erich Koch, Gauleiter da Prússia Oriental, foi estabelecido em território polonês anteriormente ocupado pela União Soviética, convertido em Distrito de Bialystok em 1 de agosto de 1941.